# Vương Bảo Minh
Vương Bảo Minh (chữ Hán: 王寶明, 455–512), thụy hiệu Văn An hoàng hậu (文安皇后), hay còn có hiệu là Tuyên Đức Thái hậu (宣德太后), là thái tử phi của thái tử Tiêu Trưởng Mậu và là hoàng thái hậu dưới triều Phế đế Tiêu Chiêu Nghiệp thuộc triều đại Nam Tề trong lịch sử Trung Quốc.

## Tiểu sử
Vương Bảo Minh có ông nội Vương Thiều Chi (王韶之), và cha là Vương Diệp Chi (王曄之) đều là đại thần cao cấp của triều Lưu Tống, thuộc thế tộc Lang Tà Vương thị. Dưới triều Lưu Tống Hậu Phế Đế, khi Tiêu Đạo Thành vẫn còn giữ chức đại tướng, Vương Bảo Minh kết hôn với Tiêu Trưởng Mậu, cháu nội Tiêu Đạo Thành.
Năm 473, bà hạ sinh con trai lớn của Tiêu Trưởng Mậu là Tiêu Chiêu Nghiệp. Năm 474, khi phủ đệ của Tiêu Đạo Thành bị cướp phá bởi phiến quân nổi loạn của Quế Dương vương Lưu Hưu Phạm (劉休範), hoàng thúc của Hậu Phế Đế, Tiêu Trưởng Mậu và người em trai là Tiêu Tử Lương (蕭子良) đã cùng Vương Bảo Minh, mẹ của Trưởng Mậu là Bùi Huệ Chiêu (裴惠昭), và Du phu nhân (vợ của người chú Tiêu Nghi) đến ẩn náu tại nhà của người họ hàng Bảo Minh là Vương Bỉnh (王昺). Cho đến khi Tiêu Đạo Thành đẹp được phiến quân nổi loạn.

## Thái tử phi
Năm 479, Tiêu Đạo Thành đoạt ngôi từ Thuận Đế, chấm dứt triều Lưu Tống và mở ra triều Nam Tề trở thành Nam Tề Cao Đế. Tiêu Trách được phong làm thái tử, và Tiêu Trưởng Mậu được phong làm Nam quận vương. Vương Bảo Minh trở thành Nam quận vương phi.
Năm 482, Cao Đế băng hà, Tiêu Trách đã lên ngôi kế vị (tức Nam Tề Vũ Đế), Tiêu Trưởng Mậu được phong làm thái tử. Vương phi Vương Bảo Minh được phong làm thái tử phi, và con trai cả Tiêu Chiêu Nghiệp của bà được phong làm Nam quận vương.
Vương Bảo Minh dần bị thất sủng bởi sự xuất hiện các bà vợ lẽ khác của thái tử. Các bà vợ khác được hưởng nhiều trang phục và trang sức quý, còn thái tử phi phải dùng đồ cũ.
Năm 493, Tiêu Trường Mậu qua đời, bà được phong Hoàng thái tôn thái phi.

## Hoàng thái hậu
Cuối năm 493, Vũ Đế qua đời, Tiêu Chiêu Nghiệp lên ngôi kế vị. Vương Bảo Minh được sắc phong thành hoàng thái hậu ngự tại Tuyên Đức cung (宣德宮). Một hành động hiếm thấy nữa, đó là Tiêu Chiêu Nghiệp đã dâng tặng mẹ mình 30 người đàn ông khỏe mạnh để hầu hạ bà, họ không phải hoạn quan, không rõ có phải phục vụ như những tình nhân của bà hay không.
Mùa thu năm 494, Tiêu Chiêu Nghiệp bị ám sát bởi Tiêu Loan. Tiêu Loan ban hành một chiếu chỉ lấy tên của Vương Thái hậu, giáng Tiêu Chiêu Nghiệp xuống tước Uất Lâm vương và lập em trai Tiêu Chiêu Nghiệp là Tân An vương Tiêu Chiêu Văn làm hoàng đế mới. Vương Bảo Minh vẫn được tôn làm thái hậu. Chưa đầy ba tháng sau khi Tiêu Chiêu Văn lên ngôi, Tiêu Loan đã ban một chiếu chỉ nhân danh Thái hậu Vương Bảo Minh (王寶明), viết rằng Tiêu Chiêu Văn không đủ thông minh và khỏe mạnh để làm hoàng đế, trao ngai vàng lại cho Tiêu Loan. Tiêu Loan đăng cơ trở thành Nam Tề Minh Đế.
Vương Thái hậu vẫn được giữ tước hiệu, nhưng lại bỏ trống cung điện và định cư tại một phủ đệ cũ của Bá Dương vương Tiêu Thương (蕭鏘), người này cũng bị Tiêu Loan sát hại. Phủ đệ cũng giống như Tuyên Đức cung.

## Qua đời
Các hoạt động của Vương Bảo Minh từ khi Minh Đế lên ngôi không có ghi chép.
Năm 501, Tiêu Diễn nổi loạn chống lại hôn quân Tiêu Bảo Quyển. Sau khi chiến thắng Tiêu Bảo Quyển, Tiêu Diễn đã để Thái hậu Vương Bảo Minh làm người nhiếp chính trên danh nghĩa tại Kiến Khang và nắm quyền trên thực tế nhân danh bà. Tiêu Diễn đã buộc bà phải ban cho ông ta các tước hiệu dần cao hơn, bao gồm cả tước Lương Công và Lương vương, và ban cho ông ta cửu tích. Đến cuối mùa xuân năm 502, Tiêu Diễn đã buộc Nam Tề Hòa Đế ban chiếu chỉ nhường ngôi lại cho ông ta, chấm dứt triều Nam Tề và mở ra triều Lương. Chiếu chỉ được Vương Thái hậu xác nhận.
Vương Bảo Minh qua đời năm 512, được an táng với Tiêu Trưởng Mậu với thụy hiệu là Văn An hoàng hậu (文安皇后).